# Kaszperiwka (obwód kijowski)
Kaszperiwka (ukr. Кашперівка; pol.  hist. Kasperówka, Kaszperówka) – wieś na Ukrainie, w obwodzie kijowskim, w rejonie białocerkiewskim. W 2023 roku liczyła ok. 2,8 tys. mieszkańców.
Prywatna wieś szlachecka Kasperówka, położona w województwie bracławskim, w 1739 roku należała do klucza Tetyjów Lubomirskich.

## Pałac
Pałac w  Kaszperówce wybudowany w połowie XIX w. w stylu willi przez Leona Świeykowskiego. Rodzina Świeykowskich przeżyła w nim pogrom po dekrecie Małej Rady ukraińskiej z 7 listopada 1917 r.. Od frontu mały balkon z kutą balustradą. Pałac znajduje się w centrum wsi i jest otoczony parkiem.